# Joint Commission on Accreditation of Healthcare Organizations
Die Joint Commission on Accreditation of Healthcare Organizations (kurz JCAHO) ist eine US-amerikanische Non-Profit-Organisation, die 1952 gegründet wurde.
Sitz der Organisation ist Oakbrook Terrace, Illinois. Absicht der JCAHO ist die Erhöhung der Sicherheit und Qualität medizinischer Leistungen, die der Öffentlichkeit in den USA zur Verfügung stehen. Dazu hat sie zusammen mit der Weltgesundheitsorganisation (WHO) internationale Patientensicherheitsziele entwickelt und zertifiziert Gesundheitsdienstleistungen. Außerdem werden verwandte Dienstleistungen angeboten, die die Verbesserung der Prozessqualität bei Gesundheitsdienstleistern unterstützen.
Oft wird für die Benennung der Organisation auch nur die Abkürzung „Joint Commission“ oder (phonetisch) „Dsche-i Ko“ (englisch für J Co) verwendet.
Die Organisation beschäftigt Untersucher, die zu den Gesundheitsdienstleistern gesandt werden, um deren Verfahren und Ausstattung zu evaluieren. Die untersuchten Organisationen werden dann mit einem Wert von 1 bis 100 bewertet, wobei 100 „perfekt“ bedeutet. Die untersuchten Organisationen sind hoch motiviert, bei diesen Evaluierungen gut abzuschneiden, da eine Akkreditierung ein wesentlicher Faktor ist, um Vergütungen von Medicare oder Managed-Care-Organisationen zu erhalten. Allerdings schaffen Krankenhäuser zu 99 % diese Audits, was manche auch einen Interessenskonflikt der Untersucher vermuten lässt (die jährlich ca. 100 Millionen Euro an Gebühren und Einnahmen von den Krankenhäusern erhalten).
Auf der anderen Seite ist eine erfolgreiche Akkreditierung durch JCAHO für die meisten Krankenhäuser in den USA überlebenswichtig, da sie ohne diese Akkreditierung keine Patienten von den beiden großen amerikanischen Krankenkassen Medicare und Medicaid behandeln dürfen. Daher beschäftigt jede Klinik Qualitäts- und Akkreditierungsbeauftragte, die die Organisation kontinuierlich auf die dreijährliche Überprüfung vorbereiten.
Aber auch außerhalb der USA führt JCAHO Akkreditierungen durch, in Deutschland ist aktuell (02/2021) kein Krankenhaus durch JCI akkreditiert.
Präsident der JCAHO ist Mark R. Chassin.